# Лесная улица (Ломоносов)
До 1954 года Лесной улицей в Ломоносове также называлась современная улица Дегтярёва
Лесна́я улица — улица в городе Ломоносове Петродворцового района Санкт-Петербурга, в историческом районе Мартышкино. Проходит от Морской и Нагорной до Балтийской улицы.
Название возникло во второй половине XIX века. Первоначально улица проходила от Морской улицы до улицы Связи, включая часть современной улицы Кипренского и выходя к лесу. Отсюда название.
В 1950-х годах участок от Балтийской железнодорожной линии до улицы Связи был выделен под названием улица Кипренского.
В 100 м от начала Лесная улица по мосту пересекает Мартышкин ручей.